# Nervus hypogastricus
Der Nervus hypogastricus (lateinisch nervus und hypogasticus, latinisiert aus altgriechisch ὑπό hypó, deutsch ‚unter‘ und altgriechisch γαστήρ gastḗr, deutsch ‚Bauch‘: ‚Unterbauchnerv‘) ist ein Nerv des vegetativen Nervensystems, speziell des Sympathikus. Der Nervus hypogastricus entspringt beim Menschen beiderseits aus dem Plexus hypogastricus superior, bei den meisten anderen Säugetieren direkt aus dem Ganglion mesentericum caudale und zieht jeweils links und rechts in die Beckenhöhle, wo er, zusammen mit den parasympathischen Fasern des Nervus pelvinus und weiteren sympathischen Fasern den Plexus hypogastricus inferior bildet.
Der Nervus hypogastricus ist für die sympathische Innervation der Beckeneingeweide zuständig. Der Sympathikus sorgt für die Urinkontinenz, indem er die Entleerung der Harnblase hemmt. Außerdem senkt er die Peristaltik des Mastdarms. Bei männlichen Säugetieren sorgt er für die Ejakulation.